# گوگل ای‌آی

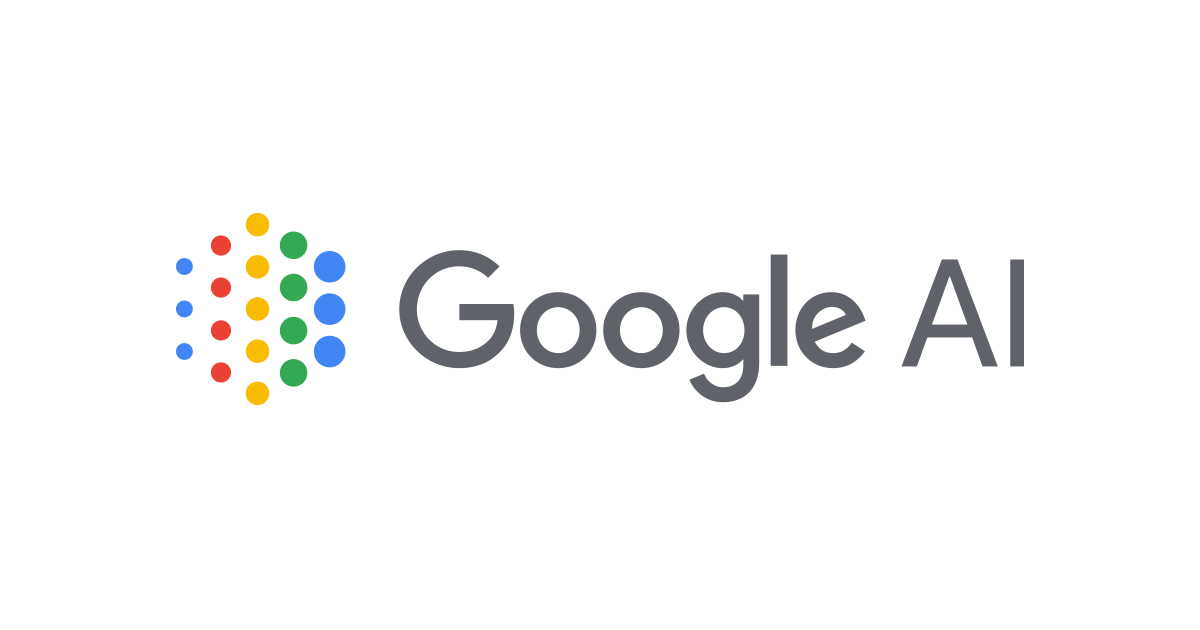
گوگل AI

گوگل AI (به انگلیسی: Google AI)  یا هوش مصنوعی گوگل، بخشی از شرکت گوگل است که به تحقیق، توسعه، و پیاده‌سازی فناوری‌های هوش مصنوعی (AI) اختصاص دارد. این بخش در کنفرانس  گوگل آی/او توسط ساندار پیچای، مدیرعامل گوگل، معرفی شد و از آن زمان تاکنون به عنوان یکی از مهم‌ترین زیرمجموعه‌های گوگل در پیشبرد فناوری‌های مبتنی بر یادگیری ماشین و هوش مصنوعی شناخته می‌شود.

## تاریخچه و فعالیت‌ها
گوگل ای‌آی از زمان تأسیس، به یکی از پیشروترین مراکز تحقیقاتی در حوزه هوش مصنوعی تبدیل شده است. این بخش با هدف توسعه فناوری‌های پیشرفته در یادگیری عمیق، یادگیری ماشین، پردازش زبان طبیعی، بینایی کامپیوتر، و دیگر شاخه‌های هوش مصنوعی راه‌اندازی شد. ابزارها و فناوری‌های ایجادشده توسط گوگل ای‌آی نه تنها در محصولات اصلی گوگل مانند جستجوی گوگل، گوگل مپ، و دستیار گوگل استفاده می‌شوند، بلکه برای عموم کاربران، محققان و توسعه‌دهندگان نیز قابل دسترس هستند.
گوگل ای‌ آی با تحقیقاتی گسترده در مناطق مختلف جهان، تیم‌ های تحقیقاتی خود را در مراکز بزرگی نظیر زوریخ، پاریس، تل‌آویو و پکن گسترش داده است. این همکاری جهانی باعث تقویت فعالیت‌ های تحقیقاتی و توسعه فناوری‌ های بومی در مناطق مختلف شده است.

### سازماندهی مجدد در سال ۲۰۲۳
در سال ۲۰۲۳، گوگل واحدهای تحقیقاتی مرتبط با هوش مصنوعی خود را بازسازی کرد. در این سازماندهی مجدد، تیم‌های گوگل برین (Google Brain) و دیپ‌مایند (DeepMind) ادغام شدند. دیپ‌مایند، که یکی از پیشرفته‌ترین شرکت‌های فعال در حوزه هوش مصنوعی محسوب می‌شود، در سال ۲۰۱۴ توسط گوگل خریداری شده بود و تا پیش از این به صورت مستقل فعالیت می‌کرد. این ادغام با هدف هم‌افزایی بین توانمندی‌های تحقیقاتی و عملیاتی دو مجموعه انجام شد و نقشی کلیدی در افزایش توانمندی‌های هوش مصنوعی گوگل ای‌آی داشت.

## دستاوردها
گوگل ای‌آی تاکنون دستاوردهای مهمی در حوزه هوش مصنوعی داشته است. از جمله این دستاوردها می‌توان به موارد زیر اشاره کرد:
- توسعه مدل‌های زبان بزرگ مانند BERT و PaLM، که تأثیرات بزرگی بر بهبود جستجو و پردازش زبان طبیعی گذاشته‌اند.
- پیشرفت‌های قابل توجه در فناوری‌های مرتبط با ترجمه ماشینی، تشخیص تصویر و بینایی کامپیوتر.
- استفاده از هوش مصنوعی در محصولات مصرفی مانند گوگل فوتوز، ترنسلیت، و اندروید.

## اهمیت و آینده
گوگل ای‌آی نقش کلیدی در استراتژی‌های آینده گوگل دارد. با افزایش رقابت در حوزه هوش مصنوعی و ورود شرکت‌های دیگر مانند OpenAI به این عرصه، گوگل به طور مداوم بر توسعه فناوری‌های نوآورانه و کاربردهای تجاری و علمی تمرکز دارد.

## پروژه‌ها
Google Assistant
دستیار صوتی مبتنی بر هوش مصنوعی گوگل، در سال ۲۰۱۶ معرفی شد و برای رقابت با دستیارهای مانند سیری و الکسا طراحی شده است. این ابزار از مدل‌های پردازش زبان طبیعی استفاده می‌کند و در سال ۲۰۲۴ قابلیت‌های پردازش آفلاین و پشتیبانی از زبان‌های جدید به آن اضافه شد

#### گوگل برین
یکی از پروژه‌های برجسته در گوگل ای‌آی، گوگل برین است که بر توسعه سیستم‌های یادگیری ماشینی تمرکز دارد. این پروژه با هدف بهبود خدمات مختلف گوگل، از جمله ارتقای کیفیت ترجمه در گوگل ترنسلیت، طراحی شده است. گوگل برین همچنین پایه‌گذار بسیاری از نوآوری‌های یادگیری عمیق است که در محصولات مختلف گوگل به کار گرفته می‌شوند.

#### تنسورفلو(TensorFlow)[۳]
تنسورفلو یکی از مهم‌ترین پروژه‌های متن باز گوگل ای‌آی است که در سال ۲۰۱۵ معرفی شد. این کتابخانه یادگیری ماشین، ابزاری قدرتمند برای توسعه مدل‌های یادگیری عمیق و انجام محاسبات عددی است. تنسورفلو به محققان و توسعه‌دهندگان در سراسر جهان امکان می‌دهد تا سیستم‌های هوش مصنوعی پیچیده را ایجاد و بهینه کنند. این فناوری به صورت گسترده در محصولات داخلی گوگل و در جامعه علمی و صنعتی مورد استفاده قرار می‌گیرد.

#### مجنتا (Magenta)
مجنتا یکی از پروژه‌های خلاقانه گوگل ای‌آی است که با هدف ترکیب هنر و هوش مصنوعی توسعه یافته است. این پروژه شامل ابزارها و کتابخانه‌های متن باز است که به هنرمندان و نوازندگان اجازه می‌دهد خلاقیت خود را با کمک هوش مصنوعی گسترش دهند.

کاربردها:
- ساخت موسیقی با کیفیت بالا و هزینه کمتر
- ایجاد تصاویر و آثار هنری دیجیتال
- توسعه ابزارهایی برای آهنگ‌سازی و تنظیم موسیقی

مجنتا ورود هنرمندان جدید به صنعت موسیقی و هنر را آسان‌تر کرده و به خلاقیت آنان سرعت بخشیده است.

#### لمدا (LaMDA)
لمدا (Language Model for Dialogue Applications) خانواده‌ای از مدل‌های زبانی عصبی محاوره‌ای است که توسط گوگل ای‌آی توسعه یافته‌اند. این مدل‌ها به‌طور خاص برای گفت‌وگوهای طبیعی و هوشمندانه طراحی شده‌اند. لمدا توانایی تعامل در مکالمات پیچیده را دارد و می‌تواند مفاهیم و زمینه‌های مختلف را به خوبی درک و تحلیل کند. این فناوری در محصولات گوگل مانند چت‌بات‌ها و دستیارهای صوتی مورد استفاده قرار گرفته است.

### سابق

#### بارد (Bard):
- بارد یک ربات چت قدرتمند بود که بر اساس مدل زبانی جمنای (Gemini) توسعه یافت. این چت‌بات در ابتدا توسط گوگل ای‌آی عرضه شد و از تکنولوژی پیشرفته لمدا بهره می‌برد.

- تغییرات:
  - از تاریخ ۸ فوریه ۲۰۲۴، توسعه بارد توسط تیم اصلی گوگل متوقف و به تیم Google DeepMind منتقل شد.
  - این پروژه اکنون با نام تجاری "جمینای" شناخته می‌شود و همچنان به عنوان یکی از پیشرفته‌ترین سیستم‌های مکالمه‌ای در حال توسعه است.

## برای مطالعهٔ بیشتر
- Google Puts All Of Their A.I. Stuff On Google.ai, Announces Cloud TPU بایگانی‌شده  در نوامبر ۲۴, ۲۰۲۰ توسط Wayback Machine
- Google collects its AI initiatives under Google.ai بایگانی‌شده  در اکتبر ۸, ۲۰۱۸ توسط Wayback Machine
- Google collects AI-based services across the company into Google.ai – "Google.ai is a collection of products and teams across Alphabet with a focus on AI."
- Google's deep focus on AI is paying off بایگانی‌شده  در اکتبر ۲۰, ۲۰۲۰ توسط Wayback Machine